# Чепън
Чепън е планина в Западна Стара планина, Софийска област, между Годечката и Софийската котловина.

## Географско положение, граници, големина
Чепън планина се простира от запад на изток на протежение от около 20 km и ширина 1 – 1,5 km. На север и запад със стръмни склонове се спуска към Годечката и Бурелската котловина, а на юг с отвесни скалисти склонове – към Софийската котловина. На изток, в района на село Бучин проход, чрез седловина висока 814 m се свързва с Мала планина.

### Върхове
Най-висока точка е Петровски кръст (1205,6 m), разположен в западната част на планината, на около 3 км североизточно от град Драгоман и се издига като отвесна стена над Драгоманското блато.

## Геоложки строеж
Изградена е от триаски и юрски скали с тясно било и стръмни склонове с типични карстови форми. Напълно безводна планина.

## Почви
Почвите са канелени горски и рендзини.

## Флора
Деградиран ландшафт с рядка храстова растителност и ксеротермни тревни формации.
- Люляк в Чепън планина
- Пурпурен салеп в Чепън планина
- Урумово лале в Чепън планина
- Бъзов дланокоренник в Чепън планина
- Дребна перуника в Чепън планина
- Пъстра перуника в Чепън планина

## Населени места
По южното подножие на планината са разположени град Драгоман и селата Василовци, Големо Малово, Мало Малово, Раяновци и Цръклевци, а по северното Букоровци, Бучин проход, Върбница, Каленовци, Летница, Лопушня, Мургаш и Прекръсте.

## Пътища
- По източното подножие, през седловината свързваща я с Мала планина, на протежение от 2,5 км, преминава участък от второкласен Републикански път II-81 София – Монтана – Лом.
- В западната част на планината, от село Прекръсте до Драгоман, на протежение от 6,7 км, преминава участък от третокласен Републикански път III-813 Бучин проход – Годеч – Драгоман.

## Туризъм
От билото на планината се открива отлична гледка към Драгоман, Витоша, Сливница и Стара планина, което я прави любима туристическа дестинация. В южните ѝ склонове, край село Мало Малово е разположен Маломаловският манастир „Свети Николай“, а в северните, край село Лопушня – манастирът „Св. Арахангел Михаил“.

## Любопитно
Според Васил Миков произходът на името е печенежки.
В този район са се водили ожесточени битки през Сръбско-българската война през 1885 година.
През 1885г., след като става ясно, че войната между България и Сърбия е неизбежна Българското главно командване заповядва на командващия Западния отряд на българските войски майор Аврам Гуджев да отдели сили за прикриването на границата със Сърбия. Фокусът на българската отбрана е Сливнишката позиция. Тя е разделена на три участъка: десен — от височината Леща до шосето Драгоман /под командването на ротмистър Анастас Бендерев/ — Сливница, централен / под командването на капитан Андрей Блъсков /— от шосето до с. Алдомировци, и ляв / под командването на капитан Михаил Савов/ — от Алдомировци до с. Братушково.
Сутринта на 05.11.1885г. сръбското командване решава да започне атака на Сливнишката позиция. Боят започва отрядът, командван от капитан Кръстю Бахчеванов. Той повежда в щикова атака своите бойци и принуждава неприятеля да се върне на изходните си позиции. До обяд склоновете на хребетите на Чепън са очистени от сръбски войници
На 06.11.1885г. битката е подновена с особено ожесточение.Въпреки всичко неприятелят е отхвърлен и до вечерта българите се укрепяват окончателно на Чепън.

## Топографска карта
- Лист от карта K-34-46. Мащаб: 1 : 100 000.
- Лист от карта K-34-47. Мащаб: 1 : 100 000.